# Јарче Поље
Јарче Поље је насељено место у саставу општине Нетретић у Карловачкој жупанији, Република Хрватска.

## Историја
До територијалне реорганизације у Хрватској налазило се у саставу старе општине Дуга Реса.

## Становништво
На попису становништва 2011. године, Јарче Поље је имало 127 становника.

## Попис1991.
На попису становништва 1991. године, насељено место Јарче Поље је имало 270 становника, следећег националног састава:
| Попис 1991.‍ | Попис 1991.‍ | Попис 1991.‍ | Попис 1991.‍ | Попис 1991.‍ |
| ----------- | ----------- | ----------- | ----------- | ----------- |
|             |             |             |             |             |
| Хрвати      | Хрвати      |             | 265         | 98,14%      |
| непознато   | непознато   |             | 5           | 1,85%       |
| укупно: 270 |             |             |             |             |